# Cherish (sång)
"Cherish" är en låt framförd av den amerikanska popartisten Madonna. Den gavs ut som den tredje singeln från hennes fjärde studioalbum Like a Prayer den 1 augusti 1989. Skriven och producerad av Madonna och Patrick Leonard bygger "Cherish" på ett kärlek- och vänskapstema med inspiration från William Shakespeares Romeo och Julia. Låten innehåller även en textrad från "Cherish" av 1960-talsbandet The Association. Musikaliskt sett är "Cherish" en doo wop-präglad popsång och har av kritiker beskrivits som en lättsam låt. Instrument såsom trummaskin, slagverk, keyboard och en saxofon dominerar låten. Texten handlar om Madonnas hängivenhet till sin älskare och löftet om att alltid finnas vid hans sida.

## Musikvideo
Musikvideon regisserades av Herb Ritts.

## Format och låtlistor
| - 7"-vinylsingel och kassett – USA & Kanada 1. "Cherish" (7" version) – 4:03 2. "Supernatural" – 5:12 - 7"-vinylsingel (promo) – USA & Kanada 1. "Cherish" (fade) – 4:03 2. "Cherish" (LP version) – 5:03 3. "Supernatural" – 5:12 | - 7"-vinylsingel – Storbritannien 1. "Cherish" – 5:03 2. "Supernatural" – 5:12 - 12"-vinylsingel – Storbritannien 1. "Cherish" (extended version) – 6:18 2. "Cherish" (7" version) – 4:03 3. "Supernatural" – 5:12 |

## Medverkande
- Madonna – sång, låtskrivare, producent
- Bruce Gaitsch – gitarr
- Patrick Leonard – låtskrivare, producent, remix, arrangemang
- James Guthrie – ljudmix
- Herb Ritts – fotografi
- Jeri Heiden – kalligrafi, omslagsdesign

Medverkande är hämtade ur albumhäftet till Like a Prayer.

## Listplaceringar
| Lista (1989–1990) | Topplacering |
| ----------------- | ------------ |
| Australien        | 4            |
| Frankrike         | 21           |
| Nederländerna     | 13           |
| Norge             | 10           |
| Nya Zeeland       | 5            |
| Schweiz           | 10           |
| Storbritannien    | 3            |
| Österrike         | 10           |